# Cylindromyia fuscipennis
Cylindromyia fuscipennis là một loài ruồi trong họ Tachinidae.